# 永安國際
永安國際有限公司，簡稱永安國際（英語：Wing On Company International Limited，港交所：0289），在1991年12月24日，由永安有限公司在百慕達註冊及換取上市。主要經營經營百貨及物業投資。
董事會主席為郭志樑。總裁為郭志桁。旗下公司是永安百貨。主要業務地區包括香港、澳大利亞，以及美國。而在2000年，成功把永安國際集團有限公司私有化，同時業務併入本公司。
2014年10月2日（重陽節），永安國際持股50%的聯營公司，DCH已完成出售在美汽車經銷業務權益，總代價約3.34億美元（約26億港元）。

## 連結
- 永安國際官網 （页面存档备份，存于）
- Tricor.com.hk/webservice/000289 （页面存档备份，存于）